# Mars 1956

## Évènements
- République populaire roumaine : Gheorghe Gheorghiu-Dej mène une déstalinisation limitée en Roumanie et un relatif désengagement vis-à-vis du Bloc de l'Est.
- France :
  - Une directive du ministère des Finances énonce : « La loi fiscale doit être appliquée. Nous ne pouvons envisager de mesure de clémence tant que se poursuivent les mouvements d'opposition fiscale » alors que les fonctionnaires s'attendent à une recrudescence des incidents lors des contrôles fiscaux ; les petits commerçants de l'UDCA faisant la chasse aux polyvalents.
  - Création d'un Fonds national de solidarité pour aider les personnes âgées. Son coût, estimé à 135 milliards de francs français, est couvert par une majoration de divers impôts pour 110 milliards et par la création d'une vignette auto, ce qui irrite les automobilistes déjà lourdement taxés par la carte grise et par la taxe sur l'essence d'un montant de 233 %.

- 1er mars : France / Vatican : par une lettre, le pape Pie XII accorde sa bénédiction apostolique et une contribution financière personnelle pour la construction de la basilique souterraine, église Saint-Pie X de Lourdes, le chantier s'ouvre dès le 18 mars.

- 2 mars : indépendance du Maroc.
  - Création des forces aériennes royales marocaines.

- 8 mars, France : création de l'association "Maternité heureuse" ancêtre du "Planning familial".

- 9 mars (Chypre) : l'archevêque Makarios, leader indépendantiste chypriote favorable à l’énosis, est assigné à résidence aux Seychelles par les autorités britanniques. Sa déportation déclenche dès le lendemain une grève générale dans l’île.

- 10 mars : nouveau record de vitesse en avion signé par le Britannique Peter Twiss sur Fairey Delta 2 : 1 822 km/h[1].

- 12 mars : 
  - France : pouvoirs spéciaux au gouvernement en Algérie.
  - France : le Gouvernement Guy Mollet demande et obtient de l'Assemblée nationale le vote des pouvoirs spéciaux : « Le gouvernement disposera en Algérie des pouvoirs les plus étendus pour prendre toutes les mesures exceptionnelles commandées par les circonstances, en vue du rétablissement de l'ordre, de la protection des personnes et des biens et de la sauvegarde du territoire ».
  - France : le président du Conseil, Guy Mollet cosigne avec le ministre de la Défense, Bourgès-Maunoury, celui de la Justice, François Mitterrand, et Robert Lacoste — gouverneur général de l'Algérie — un décret relatif à l'application de la justice militaire en Algérie. Ce décret donne les pleins pouvoirs à l'armée, qui va pouvoir utiliser la torture à large échelle contre tous ceux qu'elle soupçonne d'aider le FLN. 250 000 hommes supplémentaires sont envoyés en Algérie afin d'assurer le « quadrillage » de la population que Robert Lacoste réclamait depuis son arrivée en Algérie.
  - Premier vol du Brochet MB-110.

- 16 mars, Liban ; un séisme de magnitude 6, dont l’épicentre est situé près de Sidon causé la mort de 136 personnes. Il détruit 6 000 édifices et en a endommagé 1 700 autres[2].

- 17 mars, France : le président du Conseil, Guy Mollet cosigne avec le ministre de la Défense, Bourgès-Maunoury, celui de la Justice, François Mitterrand, et Robert Lacoste — gouverneur général de l'Algérie — un décret relatif à l'application de la justice militaire en Algérie. Ce décret donne les pleins pouvoirs à l'armée, qui va pouvoir utiliser la torture à large échelle contre tous ceux qu'elle soupçonne d'aider le FLN. 250 000 hommes supplémentaires sont envoyés en Algérie afin d'assurer le « quadrillage » de la population que Robert Lacoste réclamait depuis son arrivée en Algérie.

- 20 mars : 
  - Indépendance de la Tunisie[3] par le protocole franco-tunisien qui abolit le traité du Bardo de 1881. Lamine Pacha Bey prend le titre de Lamine Ier mais doit céder la place à la république un an plus tard le 15 juillet 1957.
  - Gouvernement d’Ali Sastroamidjojo en Indonésie, qui réunit des représentants du PNI, du Masjumi et du Nahdatul Ulama (fin en avril 1957). Le PKI accorde au gouvernement un préjugé favorable.
  - Walter Sillers, président de la Chambre des représentants du Mississippi, soumet une proposition de loi portant création de la Mississippi State Sovereignty Commission afin de lutter contre "l'empiétement du gouvernement fédéral" en matière de droits civiques et de ségrégation.

- 21 mars, Algérie : mise en production du pétrole d'Edjelé.

- 23 mars, France : loi-cadre Defferre sur l'outre-mer.

- 24 mars : au Cambodge, Khim Tit est nommé Premier ministre.

- 29 mars :
  - Réhabilitation de László Rajk, ancien ministre des Affaires étrangères exécuté en 1949 sous l’accusation de titisme et de trahison.
  - James Coleman, gouverneur du Mississippi, crée officiellement la Mississippi State Sovereignty Commission.

## Naissances
- 1er mars : 
  - Dalia Grybauskaitė, femme politique lituanienne, commissaire européen
  - Daniel Moylan, homme politique britannique.
- 7 mars : Bryan Cranston, acteur américain, principalement connu pour ses rôles de Hal dans Malcolm et Walter White dans Breaking Bad.
- 8 mars : 
  - David Malpass, économiste américain.
  - Rubby Pérez, chanteur dominicain († 8 avril 2025).
- 11 mars : Curtis L. Brown, astronaute américain.
- 11 mars : David Olivier, philosophe et militant antispéciste.
- 16 mars : Eveline Widmer-Schlumpf, femme politique suisse, conseillère fédérale.
- 18 mars : Edward Zentara, acteur polonais.
- 19 mars : Manchu, illustrateur de science-fiction.
- 24 mars :
  - Steve Ballmer, chef d'entreprise américain.
  - Tamás Sulyok, avocat hongrois.
- 25 mars : Jock McDonald, chanteur britannique († 26 juillet 2025).
- 26 mars : 
  - Milan Jelić, homme politique serbe († 30 septembre 2007).
  - Park Won-soon, homme politique coréen, maire de Séoul de 2011 à 2020 († 9 juillet 2020)
- 27 mars : Leung Kwok-Hung, député pro démocratie Hong Kongais.
- 28 mars : Jeon Kwang-hoon, pasteur et un homme politique sud-coréen.

## Décès
- 10 mars : 
  - Jan Zaorski, 68 ans, chirurgien polonais, organisateur d'un enseignement clandestin de la médecine sous l'occupation nazie de la Pologne. (° 6 mai 1887).
  - Vere Ponsonby, gouverneur général du Canada.
- 17 mars : Irène Joliot-Curie, physicienne française.
- 18 mars : Louis Bromfield (59 ans), romancier américain.
- 26 mars : Olena Kysilevska, journaliste, écrivaine et femme politique ukrainienne (° 24 mars 1869).
- 30 mars : Thomas Dufferin Pattullo, premier ministre de la Colombie-Britannique.